# Miłość do trzech pomarańczy
„Miłość do trzech pomarańczy” (ros. Любовь к трём апельсинам) – opera w czterech aktach z prologiem skomponowana przez Siergieja Prokofjewa, do której libretto napisał sam kompozytor na podstawie bajki Carla Gozziego. Swoją światową prapremierę miała ona w Chicago w 1921 roku.

## Osoby
- Król Treflowy – bas
- Książę – jego syn, tenor
- Księżniczka Klarysa – alt
- Leander – premier, baryton
- Truffaldino – trefniś, tenor
- Pantaleon – dworzanin, baryton
- Celio – czarnoksiężnik, bas
- Fata Morgana – wróżka, sopran
- Kreonta – kucharka, bas
- Farfarello – diabeł. bas
- Smeraldina – Murzynka, służąca Fata Morgany, mezzosopran
- Mistrz ceremonii – tenor
- Herold – bas
- księżniczki ukryte w pomarańczach:
  - Linetta – alt
  - Nicoletta – mezzosopran
  - Ninetta – sopran
- Postaci w maskach

## Treść
Cztery grupy reprezentujące tragedię, komedię, lirykę oraz farsę prowadzą w prologu spór, która z nich ma przedstawić swoją operę. Spór ten rozwiązuje piąta grupa – Dziwacy, którzy wypędzają pozostałych i chcą wystawić własne przedstawienie:
Rzecz dzieje się w świecie fantazji. 
Smutny, stary Treflowy Król, włada smutnym Treflowym Królestwem. Głównym jego zmartwieniem jest choroba syna – następcy tronu, o której król rozmawia ze swoim doradcą, Pantaleonem. Młody książę zapadł na ciężką melancholię, z której uleczyć może go jedynie szczery śmiech. Nawet trefniś Truffaldino nie jest w stanie go rozśmieszyć, choć próbuje tego dokonać różnymi sposobami. Zatroskany ojciec powierza wreszcie swojemu premierowi zadanie zorganizowania okolicznościowego balu, nie wie bowiem, że Leander jest w zmowie z Fatą Morganą, księżniczką Klarysą, a nawet sprzyja wrogiemu Królowi Pik.
Fata Morgana gra w karty z czarnoksiężnikiem Celiem, sprzyjającym królowi, o los nieszczęsnego księcia i ku rozpaczy wystawiających operę Dziwaków, to ona wygrywa. Wszystko idzie po myśli premiera, który chce zadać księciu powolną śmierć za pomocą tragicznej prozy i współczesnej poezji. Wszechobecna Smeraldine, szpiegująca wszystkich dla Faty Morgany, podsłuchuje jego rozmowę z Klarysą, informuje ich też o przychylności wróżki. Dochodzi wreszcie do dworskiej zabawy, wszelkie zabiegi nie zdają się na nic, dokąd nie pojawi się Fata Morgana w stroju żebraczki. Truffaldino próbując wyrzucić wiedźmę z balu, popycha ją tak, że ta upada i nagle książę rozbawiony sytuacją zaczyna się śmiać. Zła wróżka w akcie zemsty rzuca na niego nowy czar. Ma on się zakochać w tytułowych pomarańczach, których w swojej twierdzy strzeże kucharka Kreonta.
Książę wraz z Truffaldinem wyruszają w drogę, a o potencjalnych niebezpieczeństwach ostrzega ich Celio, sam po przegranej z Fatą Morganą nie może im inaczej pomóc. Niestety, za nimi podąża też i diabeł Farfarello, który o przybyciu księcia informuje Kreontę. Księciu i trefnisiowi udaje się jednak przechytrzyć kucharkę i zdobyć upragnione owoce. Trzy pomarańcze w drodze powrotnej osiągają ogromne rozmiary. Ciążą więc bohaterom, którzy idąc przez pustynię walczą również z pragnieniem. Truffaldino, chcąc się czegoś napić, rozcina w nocy jedną z nich. Okazuje się, że we wnętrzu owocu ukryta jest księżniczka Linetta, która błaga go o cokolwiek do picia. Błazen rozcina zatem drugi owoc – także w nim jest ukryta księżniczka, to Nicoletta, która też go prosi, by dał jej pić. Obie umierają z pragnienia, a przerażony błazen ucieka. Rano książę nie rozumiejąc tego, co się stało, rozcina trzecią pomarańczę. Tutaj uwięziona jest księżniczka Ninetta, ją przed śmiercią z pragnienia ratują Dziwacy, przynosząc dzban z wodą. Interweniują oni po to, by opera mogła zakończyć się pomyślnie. 
Ninetta wraz z księciem, który wyznał jej miłość, podąża do zamku, nie chce jednak wejść tam ubrana w nieodpowiedni strój. Podczas gdy ona czeka na księcia, który poszedł po nowe szaty dla niej, zjawia się Fata Morgana i zamienia ją w ogromną mysz, a na miejsce księżniczki podstawia Smeraldinę. Książę po powrocie jest zrozpaczony, ale ojciec każe mu „dotrzymać słowa”. Całą sytuacją oburzony jest nie tylko Celio, który mówi o tym wprost złej wróżce, ale i Dziwacy. Wkraczają więc po raz kolejny w akcję i związują Fatę Morganę oraz zamykają ją w swojej loży. Podczas zaślubin z takiego obrotu spraw zadowolony jest przede wszystkim Leander. Uroczystość zakłóca jednak siedząca na tronie mysz, to Ninetta, której Celio przywraca ludzką postać. Król, który przed chwilą rozkazał pozbyć się zwierzęcia, tym razem wydaje wyrok śmierci na spiskowców. Również tu jest zachowany odpowiedni charakter dzieła wystawianego przez Dziwaków, Fata Morgana uwalnia się i za jej sprawą udaje się umknąć negatywnym bohaterom opery. 
Nic już nie jest w stanie zakłócić uroczystości weselnej i szczęścia młodej pary - księżniczki Ninetty i Treflowego księcia.

## Podsumowanie
Mówiąc o „Miłości do trzech pomarańczy”, nie sposób nie zauważyć, że jej intrygujący tytuł przyczynił się w dużej mierze do tego, że jest to opera, o której słyszał prawie każdy miłośnik muzyki poważnej. Trzeba podkreślić również to, że dziś, podobnie jak wiele innych oper powstałych w XX wieku, nie należy do najczęściej wystawianych dzieł tego gatunku. Dość dużym powodzeniem jako samodzielny utwór symfoniczny cieszy się natomiast marsz z jej drugiego aktu, bywa on również wykonywany w transkrypcji na fortepian. Innym znanym fragmentem jest także scherzo. O całości można jednak powiedzieć, że charakter komediofarsy, stosowanie różnorakich zabiegów kompozytorskich, potrzeba wyrównanego i stosunkowo dużego zespołu, któremu Prokofjew stawia wysokie wymagania i wizji scenicznej, gdzie nawet epizodyczne role mają swój wpływ na przebieg akcji, znacząco wpływają na możliwości wystawiania „Miłości…” przez teatry operowe. Niemniej – liczne walory muzyki Prokofjewa powodują to, że opera bywa wystawiana również w formie suity orkiestrowej.